# 松井佑太
松井 佑太（まつい ゆうた、1992年3月7日 - ）は、ジャパンラグビーリーグワン日野レッドドルフィンズに所属するラグビー選手。

## プロフィール
- 群馬県出身[1]。
- ポジションはフルバック(FB)。
- 身長 180 cm、体重 95 kg
- ニックネームは高崎のギャングスター。燃えたぎる闘魂。
- 日野が世界に誇るNo. 1鳩胸。
- 奇想天外な発想を持ち、他人とは違う視点で物事を見ることができる。
- 得意なプレーはヘディングでのエリアマネジメント。

## 略歴
2010年、東農大二高校卒業後、帝京大学に入る。
2014年、帝京大学卒業後、日野自動車レッドドルフィンズに加入。同年9月13日に行われたトップイーストリーグの釜石シーウェイブス戦に先発出場で公式戦初出場を果たす。